# 동유럽 수렵채집민
고고유전학에서 동유럽 수렵채집민(Eastern (European) Hunter-Gatherer, EHG)은 동유럽의 중석기시대 수렵채집민과 연관된 특징적인 조상 구성요소를 가리킨다. 동유럽 수렵채집민의 유전적 모습은 주로 시베리아로부터 유입된 고대 북유라시아인(ANE) 조상에서 유래되었으며, 서유럽 수렵채집민(WHG)과의 이차적인 소규모 혼합이 있었다. 그러나 ANE와 EHG 조상 구성요소 간의 관계는 둘 간의 시공간적 격차를 메울 수 있는 샘플이 부족하여 아직 잘 이해되지 않았다.
중석기 시대에 동유럽 수렵채집민은 발트해에서 우랄 산맥까지, 남쪽으로는 폰토스-카스피 스텝까지 이르는 지역에 걸쳐 분포했다. 스칸디나비아 수렵채집민(SHG), 서유럽 수렵채집민(WHG)과 함께, 동유럽 수렵채집민은 초기 홀로세에 빙하기 이후의 유럽에 있던 3가지의 주요한 유전적 집단 중 하나였다. 서유럽 수렵채집민과의 경계는 대략 다뉴브 강 하류에서부터 북쪽으로는 드네프르 강 서쪽의 삼림지대를 따라 서쪽 발트해까지 이어져 있었다.
신석기 시대와 초기 순동기 시대(아마 기원전 제4천년기)에, 폰토스-카스피 스텝 지역의 동유럽 수렵채집민은 캅카스 수렵채집민(CHG)와 혼합되어 절반은 EHG이고 절반은 CHG인 인구 집단을 형성하였고, 이는 서부 스텝 목축민으로(WSH)으로 이름붙여진 새로운 유전적 클러스터를 형성했다. 얌나야 문화권의 인구와 밀접한 관련이 있는 서부 스텝 목축민 인구의 대규모 이주의 결과로 유라시아 광대한 지역에 인도유럽어가 확산된 것으로 추정된다.

## 참고 문헌
- Anthony, David W. (2019b). 〈Ancient DNA, Mating Networks, and the Anatolian Split〉.   Serangeli, Matilde; Olander, Thomas. 《Dispersals and Diversification: Linguistic and Archaeological Perspectives on the Early Stages of Indo-European》. BRILL. 21–54쪽. ISBN 978-9004416192.
- Kashuba, Natalija (2019년 5월 15일). “Ancient DNA from mastics solidifies connection between material culture and genetics of mesolithic hunter–gatherers in Scandinavia”. 《Communications Biology》 (Nature Research) 2 (105): 185. doi:10.1038/s42003-019-0399-1. PMC 6520363. PMID 31123709.